# Valdehorna
Valdehorna (aragónul Val de Forna) község Spanyolországban,  Zaragoza tartományban. Valdehorna Balconchán, Daroca, Villanueva de Jiloca, San Martín del Río és Val de San Martín községekkel határos. Lakosainak száma 31 fő (2024).

## Népesség
A település népessége az utóbbi években az alábbiak szerint változott:
| Lakosok száma | 59   | 51   | 46   | 38   | 33   | 27   | 30   | 33   | 27   | 31   |
|               | 2001 | 2004 | 2007 | 2009 | 2012 | 2014 | 2017 | 2019 | 2022 | 2024 |